# George Jolly
George Jolly (ur. 1640, zm. 1673) – angielski enterprener, reżyser i aktor teatralny.

## Życiorys
Występował na scenach teatrów angielskich, a od 1648 roku, po zamknięciu teatrów londyńskich przez purytanów, również w Europie kontynentalnej, w Niderlandach, Niemczech (31 stycznia 1660 wygnano go z Norymbergi za awanturnictwo), Austrii i Prusach Królewskich. W Gdańsku występował w roku 1650 i być może w 1649. Przebywał na dworze księcia Leopolda w Brukseli. W 1660 powrócił do Anglii, gdzie (po wstąpieniu na tron Karola II Stuarta) pojawiła się perspektywa odrodzenia sztuki teatralnej, po okresie purytańskiego zastoju w tym względzie. Rozwinął w Londynie dość intensywną działalność, łamiąc monopol Thomasa Killigrewa i Williama Davenanta. Stał się jednym z najważniejszych enterprenerów epoki Restauracji.
W latach 50. XVII wieku był prekursorem nowych prądów w teatrze, które po roku 1660 rozpropagował w Londynie. Teatrolog Leslie Hotson napisał o nim: dla historii teatru w Anglii jest Jolly postacią tym bardziej ważną, że jego innowacje na polu muzyki, scenografii, wprowadzenie na scenę aktorek, o kilka lat wyprzedzają epokę Davenanta. Jest on w zasadzie pierwszym angielskim reżyserem, który zrobił użytek z nowoczesnej sceny.